# OCN Original Series
OCN Original Series（韓語：OCN 오리지널 시리즈），是韓國有線頻道OCN自家製作電視劇的品牌。主題內容大膽創新，包括犯罪、刑偵、神秘、穿越、翻拍外國劇集作品、甚至靈異驅魔。

## 沿革
首部“OCN Original Series”劇集於2006年誕生，惟當時OCN的劇集以非固定形式安排在週末（星期五﹑六﹑日）的不同時間段播出，也不是一部接一部連續播放。
2017年1月14日起本節目固定為逢星期六日晚10時播放。2018年9月12日起，OCN增加全新水木劇時段，逢星期三﹑四晚上11時播映，首部作品為《客：The Guest》。
由2021年4月30日起，OCN將其固定的週末電視劇時段改為金土（即星期五、六）播出並同時跟tvN播出。由2021年6月18日起，OCN將“OCN Original Series”電視劇改於tvN播出。

## 播映時間變遷
| 時段           | 首播頻道 | 播映期間                       | 播映時間（KST）             | 備註                 |
| -------------- | -------- | ------------------------------ | --------------------------- | -------------------- |
| 非固定播出時段 | OCN      | 2006年11月11日－2006年12月29日 | 星期六﹑星期日 晚間10時正   |                      |
| 非固定播出時段 | OCN      | 2010年8月10日－2010年12月10日  | 星期五 晚間10時正           |                      |
| 非固定播出時段 | OCN      | 2011年6月10日－2011年8月26日   | 星期五 午夜12時正           |                      |
| 非固定播出時段 | OCN      | 2011年10月2日－2012年12月18日  | 星期日 晚間11時正           |                      |
| 非固定播出時段 | OCN      | 2011年11月18日－2012年1月13日  | 星期五 午夜12時正           | 增加星期五晚節目時段 |
| 非固定播出時段 | OCN      | 2013年3月1日－2013年5月3日     | 星期五 晚間11時正           |                      |
| 非固定播出時段 | OCN      | 2013年4月14日－2015年2月1日    | 星期日 晚間11時正           |                      |
| 非固定播出時段 | OCN      | 2014年10月4日－2015年5月30日   | 星期六 晚間11時正           | 增加星期六晚節目時段 |
| 非固定播出時段 | OCN      | 2015年6月20日－2015年8月9日    | 星期五﹑星期六 晚間11時正   |                      |
| 非固定播出時段 | OCN      | 2015年8月23日－2015年10月18日  | 星期日 晚間11時正           |                      |
| 非固定播出時段 | OCN      | 2016年1月23日－2016年3月20日   | 星期六﹑星期日 晚間11時正   |                      |
| 非固定播出時段 | OCN      | 2016年3月27日－2016年6月12日   | 星期日 晚間11時正           |                      |
| 非固定播出時段 | OCN      | 2016年6月27日－2016年8月6日    | 星期五﹑星期六 晚間11時正   |                      |
| 週末電視劇時段 | OCN      | 2017年1月14日－2017年6月3日    | 星期六﹑星期日 晚間10時正   |                      |
| 週末電視劇時段 | OCN      | 2017年6月10日－2021年3月28日   | 星期六﹑星期日 晚間10時20分 |                      |
| 水木電視劇時段 | OCN      | 2018年9月12日－2019年10月31日  | 星期三﹑星期四 晚間11時正   |                      |
| 金土電視劇時段 | OCN、tvN | 2021年4月30日－2021年6月5日    | 星期五﹑星期六 晚間10時50分 |                      |
| 金土電視劇時段 | tvN      | 2021年6月18日起                | 無固定時段                  |                      |
| 日曜電視劇時段 | OCN      | 2022年3月13日－2022年5月1日    | 星期日 晚間10時30分         |                      |

## 早期系列

### 2004年
| 播放日期                        | 劇集名稱 | 集數 | 主演                            | 編劇   | 導演   | 備註 |
| 2004年11月28日－ 2004年12月31日 | 同床異夢 | 6    | 林晶恩、許英真、金世仁 、朴梅麗 | 奉萬大 | 奉萬大 |      |

### 2005年
| 播放日期                       | 劇集名稱   | 集數 | 主演                           | 編劇 | 導演   | 備註 |
| 2005年12月5日－ 2005年12月30日 | 家庭戀愛史 | 8    | 崔鍾元、李慶杓、李梅麗、秋瓷炫 |      | 金聖德 |      |

### 2006年
| 播放日期                        | 劇集名稱 | 集數 | 主演                                   | 編劇     | 導演           | 備註 |
| 2006年7月21日－ 2006年8月18日   | 昏謎     | 5    | 李世恩、明志娟、林元熙、李英珍、李正憲 | 單元故事 | 單元故事       |      |
| 2006年11月11日－ 2006年12月29日 | Someday  | 16   | 裴斗娜、金敏俊、李陣郁、吳允兒         | 金熙在   | 金慶龍、宋益在 |      |

### 2007年
| 播放日期                        | 劇集名稱       | 集數 | 主演                                   | 編劇                             | 導演   | 備註 |
| 2007年1月5日－ 2007年1月26日    | 家庭戀愛史2    | 8    | 韓尚奎、尹基元、韓泰秀、李義正、崔相學 |                                  | 金聖德 |      |
| 2007年5月18日－ 2007年8月9日    | 黑道奶爸       | 16   | 孫暢敏、李己雨、李宗秀、白成鉉         | 朴繼玉                           | 趙燦周 |      |
| 2007年8月24日－ 2007年9月14日   | 夏娃的誘惑     | 4    |                                        |                                  |        |      |
| 2007年11月9日－ 2007年11月30日  | 職場戀愛史     | 4    |                                        |                                  |        |      |
| 2007年11月20日－ 2008年1月22日  | 醫療妓房榮華館 | 10   | 李壹花、洪昭熙、徐英                   | 柳成燦(責任作家)、成敏智、朴宰賢 | 金弘善 |      |
| 2007年12月10日－ 2007年12月24日 | 愛系列         | 3    |                                        |                                  |        |      |
| 2007年12月14日－ 2008年1月25日  | 一千零一夜     | 8    |                                        |                                  |        |      |

### 2008年
| 播放日期                        | 劇集名稱         | 集數 | 主演                           | 編劇           | 導演           | 備註 |
| 2008年1月17日－ 2008年1月31日   | 三人三色         | 3    |                                |                |                |      |
| 2008年3月28日－ 2008年4月18日   | 誘惑的技術       | 4    |                                |                |                |      |
| 2008年5月17日－ 2008年6月14日   | 京城妓房榮華館   | 5    |                                |                |                |      |
| 2008年5月17日－ 2008年6月8日    | 不要追究過去     | 16   | 金垣喜、金承洙、金有美、鄭有錫 | 鄭勇基、金永三 | 金興東、鄭勇基 |      |
| 2008年9月19日－ 2008年11月7日   | 女師父一體       | 8    |                                |                |                |      |
| 2008年10月13日－ 2008年11月4日  | 一千零一夜2      | 8    |                                |                |                |      |
| 2008年11月14日－ 2008年11月21日 | 色情演員殺人事件 | 2    |                                |                |                |      |
| 2008年12月18日                  | 愛情是美味的     | 1    |                                |                |                |      |

### 2009年
| 播放日期                       | 劇集名稱            | 集數 | 主演                                         | 編劇   | 導演   | 備註 |
| 2009年11月27日－ 2010年1月15日 | 朝鮮推理活劇 丁若鏞 | 8    | 朴載正、李令恩、洪錫天、趙尚基、張東民、鄭楊 | 楊熙勝 | 金弘善 |      |

### 2010年
| 播放日期                       | 劇集名稱 | 集數 | 主演                                   | 編劇           | 導演   | 備註 |
| 2010年8月10日－ 2010年12月10日 | 神的測驗 | 10   | 柳德煥、尹周熙、崔政宇、朴俊勉、金大鎮 | 朴才範         | 李俊亨 |      |
| 2010年12月10日－ 2011年2月25日 | 夜叉     | 12   | 趙東赫、徐道永、全慧彬、孫炳昊         | 鄭亨秀、具東熙 | 金洪善 |      |

### 2011年
| 播放日期                       | 劇集名稱          | 集數 | 主演                                   | 編劇           | 導演   | 備註 |
| 2011年6月10日－ 2011年8月26日  | 神的測驗2         | 12   | 柳德煥、尹周熙、崔政宇、朴俊勉、金大鎮 | 朴才範         | 李定杓 |      |
| 2011年10月2日－ 2011年12月18日 | 吸血鬼檢察官      | 12   | 延政勳、李英雅、李原種、張鉉誠         | 楊真兒、韓正勳 | 金炳秀 |      |
| 2011年11月18日－ 2012年1月13日 | 特殊案件專案組TEN | 9    | 朱相昱、趙安、金相浩、崔宇植           | 南相旭、韓秀蓮 | 李勝英 |      |

### 2012年
| 播放日期                      | 劇集名稱      | 集數 | 主演                           | 編劇           | 導演           | 備註 |
| 2012年3月18日－ 2012年5月13日 | 英雄          | 9    | 梁東根、韓彩雅、孫炳昊         | 具東澮、金大海 | 金洪善、金廷珉 |      |
| 2012年5月20日－ 2012年8月12日 | 神的測驗3     | 12   | 柳德煥、崔政宇、朴俊勉、金大鎮 | 朴才範         | 安鎭禹         |      |
| 2012年9月9日－ 2012年11月18日 | 吸血鬼檢察官2 | 12   | 延政勳、李英雅、李原種         | 韓正勳、李勝勳 | 劉善東         |      |

### 2013年
| 播放日期                      | 劇集名稱           | 集數 | 主演                                   | 編劇           | 導演   | 備註 |
| 2013年3月1日－ 2013年5月3日   | 病毒               | 10   | 嚴基俊、李昭正、李己雨、安奭奐、曹熙奉 | 李明順         | 崔榮秀 |      |
| 2013年4月14日－ 2013年6月30日 | 特殊案件專案組TEN2 | 10   | 朱相昱、趙安、金相浩、崔宇植           | 李勝英、趙祿煥 | 李勝英 |      |

### 2014年
| 播放日期                       | 劇集名稱           | 集數 | 主演                                   | 編劇           | 導演   | 備註 |
| 2014年2月9日－ 2014年4月6日    | 能看見鬼的警察處容 | 10   | 吳智昊、吳智恩、全烋星                 | 洪勝賢         | 姜哲宇 |      |
| 2014年5月18日－ 2014年8月3日   | 神的測驗4          | 12   | 柳德煥、尹周熙、朴俊勉、東海、金栽經   | 朴大誠、李對日 | 李民佑 |      |
| 2014年8月24日－ 2014年10月26日 | Reset              | 10   | 千正明、金所泫                         | 安英修         | 金容均 |      |
| 2014年10月4日－ 2014年12月13日 | 壞傢伙們           | 11   | 金相中、馬東錫、朴海鎮、趙東赫、姜藝媛 | 韓正勳         | 金廷珉 |      |
| 2014年11月23日－ 2015年2月1日  | Frost醫生          | 10   | 宋昶儀、鄭恩彩                         | 許智永         | 成勇日 |      |

### 2015年
| 播放日期                       | 劇集名稱            | 集數 | 主演                                   | 編劇   | 導演   | 備註 |
| 2015年3月28日－ 2015年5月30日  | 失蹤的黑色M         | 10   | 金剛、朴喜洵、趙寶兒                   | 李侑真 | 李勝英 |      |
| 2015年6月20日－ 2015年8月9日   | 我的美麗新娘        | 16   | 金武烈、李是英、高聖熙、柳承秀、朴海俊 | 劉成烈 | 金哲圭 |      |
| 2015年8月23日－ 2015年10月18日 | 能看見鬼的警察處容2 | 10   | 吳智昊、全烋星、河戀姝                 | 洪勝賢 | 姜哲宇 |      |

### 2016年
| 播放日期                      | 劇集名稱   | 集數 | 主演                                   | 編劇   | 導演           | 備註 |
| 2016年1月23日－ 2016年3月20日 | 鄰家英雄   | 16   | 朴施厚、權俞利、趙成夏、李洙赫、鄭滿植 | 金冠厚 | 郭正煥         |      |
| 2016年3月27日－ 2016年6月12日 | 吸血鬼偵探 | 12   | 李準、吳正世、李世榮                   | 劉永宣 | 金佳藍         |      |
| 2016年6月17日－ 2016年8月6日  | 38師機動隊 | 16   | 徐仁國、秀英、馬東錫                   | 韓正勳 | 韓東和、黃俊赫 |      |

## 週末電視劇列表

### 2017年
| 播放日期                        | 劇集名稱           | 集數 | 主演                                           | 編劇   | 導演   | 備註                     |
| 2017年1月14日－ 2017年3月19日   | Voice              | 16   | 張赫、李荷娜、白成鉉、藝聲、孫恩書             | 馬珍媛 | 金弘善 |                          |
| 2017年3月25日－ 2017年5月21日   | 隧道               | 16   | 崔振赫、李宥英、尹賢旻                         | 李恩美 | 申勇輝 |                          |
| 2017年6月3日－ 2017年7月23日    | Duel               | 16   | 鄭在詠、金諪恩、梁世宗、徐恩秀                 | 金允珠 | 李鍾在 |                          |
| 2017年8月5日－ 2017年9月24日    | 救救我             | 16   | 玉澤演、徐睿知、禹棹奐、趙成夏、朴智英、趙在允 | 鄭新圭 | 金成洙 | 原作：趙錦山《走出世界》 |
| 2017年10月14日－ 2017年12月10日 | Black              | 18   | 宋承憲、高雅羅、金桐俊、李伊                   | 崔蘭   | 金弘善 |                          |
| 2017年12月16日－ 2018年2月4日   | 壞傢伙們：惡的都市 | 16   | 朴重勳、朱鎮模、梁益準、金武烈、金志洙         | 韓正勳 | 韓東和 |                          |

### 2018年
| 播放日期                       | 劇集名稱     | 集數 | 主演                             | 編劇           | 導演   | 備註                      |
| 2018年3月3日－ 2018年4月22日   | 小神的孩子們 | 16   | 姜至奐、金玉彬、沈熙燮、李伊利雅 | 韓佑麗         | 姜信孝 |                           |
| 2018年4月28日－ 2018年6月3日   | Mistresses   | 12   | 韓佳人、申賢彬、崔嬉序、具在伊   | 高正雲、金鎮旭 | 韓志勝 | 原作：BBC One《情婦》     |
| 2018年6月9日－ 2018年8月5日    | 火星生活     | 16   | 鄭敬淏、朴誠雄、高我星           | 李大日         | 李政孝 | 原作：BBC One《迴轉幹探》 |
| 2018年8月11日－ 2018年9月16日  | Voice 2      | 12   | 李陣郁、李荷娜                   | 馬珍媛         | 李勝英 |                           |
| 2018年9月29日－ 2018年11月11日 | Player       | 14   | 宋承憲、Krystal、李施彥、太元碩  | 申載亨         | 高再賢 | 打破收視紀錄              |
| 2018年11月24日－ 2019年1月20日 | Priest       | 16   | 鄭柔美、延宇振、朴埇佑           | 金鍾鉉         | 文萬世 |                           |

### 2019年
| 播放日期                       | 劇集名稱     | 集數 | 主演                   | 編劇           | 導演   | 備註                            |
| 2019年2月9日－ 2019年3月3日    | 圈套         | 7    | 李瑞鎮、成東鎰、林華映 | 南相旭         | 朴信宇 | Dramatic Cinema首部作品         |
| 2019年3月23日－ 2019年4月28日  | Kill It      | 12   | 張基龍、NaNa           | 孫賢秀、崔明鎮 | 南成宇 |                                 |
| 2019年5月11日－ 2019年6月30日  | Voice 3      | 16   | 李陣郁、李荷娜         | 馬珍媛         | 李勝英 |                                 |
| 2019年7月6日－ 2019年8月25日   | Watcher      | 16   | 韓石圭、徐康俊、金賢珠 | 韓相雲         | 安吉鎬 |                                 |
| 2019年8月31日－ 2019年10月6日  | 他人即地獄   | 10   | 任時完、李棟旭         | 鄭新圭         | 李昌熙 | Dramatic Cinema企劃之第二部作品 |
| 2019年10月12日－ 2019年12月1日 | 所有人的謊言 | 16   | 李民基、李宥英         | 全英信         | 李允正 |                                 |

### 2020年
| 播放日期                        | 劇集名稱            | 集數 | 主演                                         | 編劇                   | 導演           | 備註                            |
| 2020年2月1日－ 2020年3月22日    | 如實陳述            | 16   | 張赫、秀英、陳瑞妍、張鉉誠、柳承秀           | 高英宰、韓基賢         | 金尚勳         |                                 |
| 2020年3月28日－ 2020年5月17日   | RUGAL               | 16   | 崔振赫、朴誠雄、趙東赫、鄭惠仁、韓智婉       | 都賢                   | 姜哲宇、李政秀 |                                 |
| 2020年5月23日－ 2020年6月28日   | 法外搜查            | 12   | 車太鉉、李善彬、鄭尚勳、尹敬浩、池承炫       | 李侑真                 | 姜孝鎮         | Dramatic Cinema企劃之第三部作品 |
| 2020年7月11日－ 2020年8月16日   | Train               | 12   | 尹施允、景收真、申素律                       | 朴佳妍                 | 柳勝珍         |                                 |
| 2020年8月29日－ 2020年10月11日  | Missing：他們存在過 | 12   | 高洙、安昭熙、許峻豪、胡俊、徐恩秀           | 閔延洪                 | 班奇里、鄭素英 |                                 |
| 2020年10月17日－ 2020年11月15日 | Search              | 10   | 張東尹、鄭秀晶、文晶熙、尹博、李賢旭、崔倫齊 | 林大雄                 | 具穆、高明珠   | Dramatic Cinema企劃之第四部作品 |
| 2020年11月28日－ 2021年1月24日  | 驅魔麵館            | 16   | 趙炳圭、金世正、劉俊相、廉惠蘭               | 呂芝娜、劉先東、金新春 | 劉先東         | 原作：張李《驚奇的傳聞》        |

### 2021年
| 播放日期                        | 劇集名稱 | 集數 | 主演                           | 編劇   | 導演   | 備註 |
| 2021年2月20日－ 2021年3月28日   | Times    | 12   | 李瑞鎮、李周映、金永哲、文晶熙 | 李新春 | 尹鍾浩 |      |
| 2021年10月30日－ 2021年12月19日 | Chimera  | 16   | 朴海秀、秀賢、李熙俊           | 李珍梅 | 金道勳 |      |

## 水木電視劇列表

### 2018年
| 播放日期                       | 劇集名稱       | 集數 | 主演                                           | 編劇           | 導演   | 備註 |
| 2018年9月12日－ 2018年11月1日  | 客：The Guest  | 16   | 金東旭、金材昱 、鄭恩彩                        | 徐載元、權素拉 | 金弘善 |      |
| 2018年11月14日－ 2019年1月10日 | 神的測驗：重啟 | 16   | 柳德煥、尹周熙、朴俊勉、金載沅、尹寶拉、朴孝珠 | 姜恩善         | 金鍾赫 |      |

### 2019年
| 播放日期                       | 劇集名稱     | 集數 | 主演                           | 編劇   | 導演   | 備註                 |
| 2019年3月6日－ 2019年4月25日   | 附身         | 16   | 宋清晨、高準熹、延政勳、趙漢善 | 朴熙江 | 崔道勳 |                      |
| 2019年5月8日－ 2019年6月27日   | 救救我2      | 16   | 嚴泰九、千虎珍、李絮、金永珉   | 徐珠妍 | 李權   |                      |
| 2019年7月17日－ 2019年9月5日   | 臨時制先生   | 16   | 尹鈞相、琴世祿、李濬榮、崔有華 | 張洪哲 | 成勇日 |                      |
| 2019年9月18日－ 2019年10月31日 | 奔跑的調查官 | 14   | 李枖原、崔貴華、張鉉誠、吳美姬 | 白正哲 | 金容秀 | 此劇播畢後水木檔暫停 |

## 日曜電視劇列表

### 2022年
| 播放日期                     | 劇集名稱   | 集數 | 主演                 | 編劇   | 導演   | 備註                             |
| 2022年3月13日－ 2022年5月1日 | 優越的一天 | 8    | 晉久、河道權、李根源 | 李智賢 | 趙南衡 | 原作：Team Getname《優越的一天》 |

## tvN播放

### 2021年
| 播放日期                       | 劇集名稱 | 集數 | 主演                   | 編劇           | 導演           | 備註                        |
| 2021年4月30日－ 2021年6月5日   | 黑洞     | 12   | 金玉彬、李浚赫         | 鄭怡道         | 金奉柱         | 與tvN同時播出 tvN金土連續劇 |
| 2021年6月18日－ 2021年7月31日  | Voice 4  | 14   | 宋承憲、李荷娜、李奎炯 | 馬珍媛、金正賢 | 申勇輝、尹蘿英 | tvN播出 tvN金土連續劇       |
| 2021年9月22日－ 2021年10月28日 | Hometown | 12   | 劉宰明、韓藝璃、嚴泰九 | 趙賢勳         | 朴鉉錫         | tvN播出 tvN水木連續劇       |

## 相關連結
- 週末連續劇
- KBS水木連續劇
- MBC水木連續劇
- SBS水木連續劇
- tvN水木連續劇
- KBS週末連續劇
- MBC週末連續劇
- MBC週末特別計劃連續劇
- SBS週末連續劇
- tvN週末連續劇

## 外部連結
- OCN Original Series Instagram（页面存档备份，存于）
- OCN Original Series 官方部落格（页面存档备份，存于）